# Критика на исляма
Критиката на исляма се появява още в неговите начални етапи. Ранна писмена критика идва от християните преди 9 век, много от които виждат исляма като радикална християнска ерес. По-късно целият мюсюлмански свят търпи критика. Критиката към исляма в Запада се подновява след атентатите от 11 септември и други терористични атаки през ранния 21 век.
Обекти на критиките включват морала на живота на Мохамед, последният пророк според исляма, както в обществения, така и в личния му живот. Въпроси, свързани с автентичността и морала в Корана, ислямската свещена книга, също са обсъждани от критиците. Хора от Африка и Индия смятат, че ислямът унищожава местните традиции и култури. Друга критика е насочена към въпроса за човешките права в ислямския свят исторически и в съвременните ислямски народи, включително и отношението към жените, ЛГБТ хора и религиозни и етнически малцинства в ислямския закон и практика.

## История

### Ранен ислям
Най-ранните оцелели писмени критики на исляма могат да бъдат открити в писанията на християни, подложени под ранната власт на ислямския халифат. Един от тях е Йоан Дамаскин (ок. 676 – 749 г.), който е бил запознат с исляма и арабския език. Той твърди, че ариански монах (Бахира) е повлиял на Мохамед и вижда ислямските учения като нищо повече от смесица от истории, много от които заимстван от Библията. Йоан обяснява, че арабите са наричани „сарацини“ (от гръцки Σαρακενοί, саракеной), защото са „празни“ (на гръцки κενός, кенос) „на Сара“. Били наричани „харагени“, защото са потомците на робинята Хагар.
Други ранни критици на исляма са:
- Абу иса ал-Уарак – учен от 9 век и критик на исляма
- Ибн ал-Уаранди – атеист от 9 век, отрекъл се от исляма и организираната религия като цяло
- Ал-Маари – арабски поет от 11 век, критик на исляма и всички други религии. Също така известен със своето веганство и антинатализъм.

### Средновековният свят

#### Средновековният ислямски свят
В ранните векове на Ислямския халифат, ислямският закон позволява на гражданите да изразяват свободно своите виждания, включително критика към исляма и религиозните власти, без страх от преследване. Затова е имало много извести критици и скептици на исляма, които идват от самия мюсюлмански свят. През 10 – 11 век в Сирия живее слепият поет Ал-Маари. Той става известен с поезията си, засегната от „проникващ песимизъм“. Нарича всички религии „вредни плевели“ и казва, че ислямът няма монопол върху истината. Има специално презрение към улемите.
През 1280 г. еврейският философ Ибн Камуна критикува исляма в една от книгите си. Твърди, че шериатът е несъвместим с принципите на справедливост и че това подбива представата, че Мохамед е перфектният човек.

#### Средновековно християнство
- В Дантевия „Ад“ Мохамед е изобразен разцепен на две, с вътрешностите му отвън, представляващи състоянието му като разколник (отделил се от Църквата).
- Някои средновековни църковни писатели изобразяват Мохамед като обладан от Сатаната, „предшественик на антихриста“ или самият Антихрист.
- Според много християни идването на Мохамед е било предсказано в Библията. Според монаха Беда Достопочтени това е в Битие 16:12, което описва Исмаил като „див осел“, чиято „ръка ще бъде против всеки човек“.[8]

### Просвещенска Европа
В едно от есетата на шотландският философ Дейвид Хюм, Коранът е описан като „абсурден номер“ на „лъжлив пророк“, който няма чувство за морал. Хюм казва: „скоро ще открием, че [Мохамед] хвали в случаи на предателство, нехуманност, жестокост, отмъстителност, фанатизъм, които са съвършено несъвместими с цивилизованото общество...“ 
Уинстън Чърчил критикува последиците на исляма върху вярващите, които той определя като фанатично безумие, комбинирано с фанатична апатия, поробване на жените и войнствен прозелитизъм.
Други критици на исляма включват:
- Джеймс Фицджеймс Стивън – английски адвокат, съдия и писател
- Садег Хедаят – зороастрийски ирански писател
- Филип Шаф – протестантски теолог и църковен историк
- Джон Мейсън Нийл
- Махатма Ганди, който счита историята на мюсюлманите като агресивна
- Джавахарлал Неру – първият министър-председател на Индия

## Истинност на исляма и ислямските писания

### Достоверност на Корана
Вижте също: История на Корана, Критика на Корана и Историческа правдоподобност на Мохамед
Оригиналност на ръкописите. Според традиционното ислямско учение, всичко от Корана е записано от сподвижниците на Мохамед, докато той е жив (610 – 632 г.), но се е предавал предимно устно. Писмената компилация на целия Коран в днешната си форма не е била завършена много след смъртта на Мохамед.
Дефекти в Корана. Критиците отхвърлят идеята, че Коранът е перфектно чудо и е невъзможно да се имитира, както се твърди в самия Коран. В Еврейската енциклопедия от 1901 – 1906 г. например пише: „Езикът на Корана се счита от мохамеданите като несравним модел на съвършенство. Критиците обаче твърдят, че особености могат да бъдат намерени в текста. Например те отбелязват, че едно изречение, в което нещо е казано, отнасящо се до Аллах, е понякога последвано веднага от друго, в което Аллах е говорителят (примери за това са сури XVI. 81, XXVII. 61, XXXI. 9, и XLIII. 10.). Много особености в позициите на думи се дължат на нуждите от рима (сури LXIX. 31, LXXIV. 3), докато използването на много редки думи и нови форми могат да бъдат проследени по същата причина (например в сура IX. 8, 9, 11, 16)“. По-сериозни са фактическите неточности. Например сура 25:53 твърди, че прясна вода и солена вода не се смесват. Докато може да има случаи, в които тези два вида на вода се смесват бавно, всяка (с прясна вода) река, която достига до океана, ще се смеси със солената вода. Такива зони на смесване се наричат естуари (например, при устието на Ла Плата).
Юдаизъм в Корана.

## Морал

### Мохамед
Мохамед е смятан за един от пророците на исляма и като модел за поведение на вярващите. Критици като Зигизмунд Кьоле и бившия мюсюлманин Ибн Уарак виждат някои от действията на Мохамед като неморални.
Каб ибн ал-Ашраф пише поетична юлогия, възпоменавайки убитите благородници от Курейшите; по-късно пътува до Мека и провокира Курейшите да се бият срещу Мохамед. Той също така пише еротична поезия за мюсюлманските жени, която обижда мюсюлманите там. Тази поезия въздейства на много и тя също се смята директно срещу Конституцията на Медина, която гласи, че лоялността дава защита срещу предателство и този документ не ще бъде използван за защита на някого, който е несправедлив или извършва престъпление. Други източници твърдят, че е планирал да убие Мохамед. Мохамед призовава своите последователи да убият Каб. Мохамед ибн Маслама предлага услугите си, събирайки още четирима. Преструвайки се, че са се обърнали срещу Мохамед, Мохамед ибн Маслама и другите примамват Каб вън от крепостта му в лунна нощ и го убиват, въпреки силната му съпротива.

#### Възраст на Аиша – жена на Мохамед
Според писмени източници на сунни хадиси, Аиша е на шест или седем години, когато е омъжена за Мохамед и на девет години, когато бракът е консумиран.
Мохамед ибн Джарир ал-Табари, роден в Персия 200 години след смъртта на Мохамед, предполага, че детето е било на десет години. Ибн Халикан пише, 600 години след смъртта на Мохамед, че Аиша е била на девет при сключването на брак и на дванадесет при консумирането. Ибн Саад ал-Багдади, роден около 150 години след смъртта на Мохамед, цитира Хишам ибн Уруа, който казва, че тя е на девет години при сключването на брак и дванадесет при консумирането, но оригиналният източник на Хишам ибн Уруа е неизвестен и работата на Ибн Саад ал-Багдади няма същата религиозна тежест като хадисите.

### Морал в Корана
Според някои критици, моралът на Корана е морална регресия, когато бива оценяван според стандартите на моралните традиции на юдаизма и християнството, според които той се основава. Католическата енциклопедия например твърди, че „етиката на исляма е далеч по-низша от тази на юдаизма и още по-низша от тази в Новия завет“ и „че в етиката на исляма има много неща за възхищаване и одобряване, но няма нито оригиналност, нито превъзходство.“
- Критици твърдят, че Коранът[18] позволява на мюсюлманските мъже да дисциплинират жените си като ги удрят. (Съществува обаче неяснота сред преводите на Корана, тъй като оригиналният текст на арабски е „wadribuhunna“ е превеждан като „отдалечават се от тях“, „бият“, „удрят леко“ и „разделят“. Филмът Submission, който става известен след убийството на режисьора му Тео ван Гог, критикува този и други подобни аяти от Корана, показвайки ги написани върху телата на малтретирани мюсюлманки. Аян Хирси Али, сценарист на филми, казва: „в Корана е написано, че жената може да бъде удряна, ако не се подчинява. Това е една от злините, които искам да покажа във филма“.
- Някои критици спорят, че Коранът е несъвместим с другите религиозни текстове, тъй като ги атакува и проповядва омраза срещу хората от други религии. Например Сам Харис интерпретира някои аяти от Корана като санкциониращи военни действия срещу невярващите като цяло както през живота на Мохамед, така и след като той умира. В Корана пише: „Сражавайте се с онези, които не вярват в Аллах и в Сетния ден, и не възбраняват онова, което Аллах и Неговият Пратеник са възбранили, и не изповядват правата вяра – докато не дадат налога [[[Джизие|джизя]]] безусловно и с покорство.“[19] В книгата си The End of Faith Харис спори, че мюсюлманският екстремизъм е просто следствие от четенето на Корана буквално и е скептичен към възможността за съществуване на „умерен ислям“. Многобройни призовавания за война са идентифицирани в Корана от американския гражданин Мохамед Реза Тахери-азар (Коран 9:44, 9:19, 57:10-11, 8:72-73, 9:120, 3:167-175, 4:66, 4:104, 9:81, 9:93-94, 9:100, 16:110, 61:11-12, 47:35).
- Макс И. Димонт интерпретира, че хуриите описани в Корана са специално посветени на „мъжкото удоволствие“.[20] Хенри Мартин твърди, че концепцията за хуриите е избрана, за да задоволи последователите на Мохамед.[21]